# 森康夫
森 康夫（もり やすお、1923年〈大正12年〉2月24日 - 2012年〈平成24年〉3月20日）は、日本の工学者（機械工学系）。航空工学・流体工学・電磁流体力学・熱工学・伝熱工学・エネルギー工学など、実績は多岐にわたる。1960年代から1980年代にかけて、東京工業大学の熱工学研究全般を先導し、世界の伝熱研究にも多大な貢献をした。

## 略歴
- 1942年、第一高等学校理科卒業
- 1945年、東京帝国大学第二工学部航空機体学科卒業
- 1947年、理化学研究所研究員
- 1953年、東京工業大学助教授
- 1956年、東京大学より工学博士の学位を取得、学位論文の題は「低圧式空気分離装置に用いるターボ膨張機の理 論的研究」
- 1961年、同教授
- 1973年、Int. J. Heat and Mass Transfer, Editor（1973-1986）
- 1978年、日本機械学会副会長、日本伝熱学会会長[3]
- 1982年、東京大学生産技術研究所教授(併任)
- 1983年、東京工業大学名誉教授、電気通信大学教授
- 1988年、電気通信大学教授退官、日本機械学会名誉員
- 1990年、Pacific International Center for High Technology Research, Senior Scientist（1990-1992）
- 1991年、International Centre for Heat and Mass Tranfer 理事長（1991-1994）[4]

## 表彰
- 1963年、1973年、1980年、1984年、日本機械学会論文賞
- 1982年、東京都科学技術功労賞
- 1982年、The ASME Heat Transfer Memorial Award[5]
- 1986年、The US National Academy of Engineering as a foreign associate[6]
- 1986年、工業技術院大型工業技術開発貢献賞
- 1988年、The AIChE/ASME Max Jakob Memorial Award[7]
- 1989年、日本機械学会熱工学部門賞
- 1988年、The ICHMT A.V. Luikov Medal[8]
- 1988年、日本機械学会名誉員
- 1999年、 旭日中綬章

## 著書
- 内田秀雄、一色尚次、森康夫、植田辰洋、甲藤好郎『熱伝達特論』裳華房 1964
- 森康夫、一色尚次、河田治男『熱力学概論』養賢堂 1968
- 森康夫、一色尚次、塩田進『エネルギ変換工学』コロナ社 1974
- 森康夫、塩田進『エネルギ変換の工学』共立出版 1976
- 森康夫、土方邦夫『流れと熱の工学Ⅰ』共立出版 1976
- 森康夫、土方邦夫『流れと熱の工学Ⅱ』共立出版 1977
- 森康夫、陶山淳治『地熱エネルギー読本』オーム社 1980

## 研究・教育に関する話題
- 東京帝国大学での指導教授は谷一郎教授であった。この縁もあり、フルブライト・プログラムでは谷教授と親交のあったTheodore von Kármán教授の愛弟子であるWilliam R. Sears教授（コーネル大学）の研究室に留学した。
- 東京工業大学（当時）では講座制であったので、河田治男助教授、大竹一友助教授、土方邦夫助教授、宮内敏雄助教授などと共同研究体制で、多数の博士・修士・学部学生を育成した。なかでも、中山恒東京工業大学名誉教授や黒崎晏夫東京工業大学名誉教授は最初期の弟子である。